# Episodi di Maya e i tre Guerrieri
Questa è la lista degli episodi della miniserie Maya e i tre guerrieri. Gli episodi sono stati pubblicati sulla piattaforma Neflix il 21 ottobre 2021.
| nº | Titolo originale                | Titolo italiano                      | Pubblicazione USA | Pubblicazione Italia |
| -- | ------------------------------- | ------------------------------------ | ----------------- | -------------------- |
| 1  | "Chapter 1: Quinceañera"        | "Capitolo 1: Quinceañera"            | 21 ottobre 2021   | 21 ottobre 2021      |
| 2  | Chapter 2: The Prophecy         | Capitolo 2: La profezia              | 21 ottobre 2021   | 21 ottobre 2021      |
| 3  | Chapter 3: The Rooster          | Capitolo 3: Il gallo                 | 21 ottobre 2021   | 21 ottobre 2021      |
| 4  | Chapter 4: The Skull            | Capitolo 4: Il teschio               | 21 ottobre 2021   | 21 ottobre 2021      |
| 5  | Chapter 5: The Puma             | Capitolo 5: Il puma                  | 21 ottobre 2021   | 21 ottobre 2021      |
| 6  | Chapter 6: Maya and the Three   | Capitolo 6: Maya e i tre guerrieri   | 21 ottobre 2021   | 21 ottobre 2021      |
| 7  | Chapter 7: The Divine Gate      | Capitolo 7: La divina porta          | 21 ottobre 2021   | 21 ottobre 2021      |
| 8  | Chapter 8: The Bat and the Owl  | Capitolo 8: Il pipistrello e il gufo | 21 ottobre 2021   | 21 ottobre 2021      |
| 9  | Chapter 9: The Sun and the Moon | Capitolo 9: Il sole e la luna        | 21 ottobre 2021   | 21 ottobre 2021      |

## Capitolo 1: Quinceañera
- Diretto da: Jorge R. Gutiérrez
- Scritto da: Jorge R. Gutiérrez

Nel regno di Teca, la quindicenne principessa Maya viene impedita dalla madre a combattere dopo essere tornata a casa ferita. Sentendosi intrappolata dal suo status di principessa, Maya teme l'incoronazione che si terrà il giorno del suo quindicesimo compleanno. Tuttavia, mentre l'incoronazione procede, con i capi dei regni dell'Isola della Luna, del Regno della Giungla e delle Montagne d'Oro che assistono, la cerimonia viene interrotta dall'arrivo di Zatz, il Principe dei Pipistrelli, che lancia un ultimatum: Maya è in realtà una semidea figlia del re di Teca e di Lady Micte (dea della morte); essa dovrà essere consegnata come sacrificio a Lord Mictlan (dio della guerra e sovrano degli dei dell'oscurità), in caso contrario il regno di Teca verrà distrutto. Dopo che Zatz ha dimostrato la sua forza sconfiggendo facilmente il padre e i fratelli di Maya, gli altri regni si rifiutano di unirsi a Teca per combattere. Per proteggere Maya, il re Teca e il suo esercito si preparano a imbarcarsi in una missione per distruggere la porta degli inferi: la Divina Porta.

## Capitolo 2: La profezia
- Diretto da: Jorge R. Gutierrez
- Scritto da: Jorge R. Gutierrez

Re Teca e le sue forze partono per la Divina Porta, ma vengono incontrati dal capo degli dei dell'oscurità, Lord Mictlan, che da solo sconfigge l'intero esercito, compresi i tre fratelli maggiori di Maya. Solo Re Teca e il giaguaro Chiapa della famiglia sopravvivono. Dopo il funerale degli soldati caduti, Maya riceve un messaggio da loro, che implica che la profezia, pensata per ruotare attorno a Re Teca e ai tre gemelli, era stata fraintesa, raccontando invece di un Mago Gallo, un Arciere Teschio e un Guerriero Puma, ciascuno proveniente dai tre regni, si uniranno a Maya e insieme sconfiggeranno Lord Mictlan. Indossando la vecchia armatura di sua madre e la prima arma di suo padre, Maya inizia il suo viaggio per riunire i tre guerrieri profetizzati. Tuttavia, Acat, la dea dei tatuaggi, cerca di indebolire Maya per catturarla. Quando Acat le tende un'imboscata la notte successiva, Maya, nonostante le difficoltà inizialmente, sconfigge Acat ma misericordiosamente la risparmia. Acat tenta di uccidere Maya, ma Zatz, deluso da Acat per il suo disonore, la lascia, costringendo Acat ad andarsene in lacrime mentre Maya finalmente arriva all'isola della Luna.

## Capitolo 3: Il gallo
- Diretto da: Jorge R. Gutierrez
- Scritto da: Silvia Cardenas Olivas e Jorge R. Gutiérrez

Sull'Isola della Luna, Maya si dirige al Consiglio dei Maghi per ottenere l'aiuto di Gran Bruja nella battaglia contro gli dei, ma viene solo derisa fuori dalla stanza. Incontra un mago apparentemente normale di nome Rico, ritenuto il più grande mago mai vissuto. Tuttavia, Rico è timido ed è un emarginato perché è orfano e possiede una grande magia incontrollata che lo ha portato a uccidere accidentalmente il Gran Bruno da bambino. Maya convince Rico a unirsi alla sua ricerca e il mago ha la possibilità di mettersi alla prova mentre i due cadono in un'imboscata da parte degli dei Cabrakan (dio dei terremoti) e Cipactli (dea degli alligatori). Dopo aver sconfitto la coppia, Cipactli mostra loro la strada per il Regno della Giungla. Dopo che Maya e Rico raggiungono il Regno della Giungla, vengono attaccati e storditi dalle guardie delle terre della giungla e vengono catturati.

## Capitolo 4: Il teschio
- Diretto da: Jorge R. Gutiérrez
- Scritto da: Silvia Cardenas Olivas e Jorge R. Gutiérrez

Maya e Rico arrivano nel Regno della Giungla, ma cadono in un'imboscata e vengono catturati dalle guardie e portati dal giovane sovrano del regno, la Regina Vedova. Li informa del candidato perfetto del profetizzato Arciere Teschio: una ragazza di nome Chimi, che è stata discriminata alla nascita a causa del suo aspetto bianco pallido dopo la morte di sua madre. È stata allevata dagli animali nella giungla, ma è rimasta sola e diffidente nei confronti degli umani dopo che il padre della regina vedova ha bruciato l'intera giungla, uccidendo i suoi amici animali. Maya e Rico si dirigono nella giungla per parlare con Chimi, per la quale Rico sviluppa immediatamente una cotta. Dopo una breve disputa, Chimi accetta di unirsi a loro, con la promessa che Maya la presenterà a Lady Micte. Maya e Rico si guadagnano la fiducia di Chimi quando gli dei Hura e Can (dei gemelli del vento e delle tempeste) tendono loro un'imboscata. 

## Capitolo 5: Il puma
- Diretto da: Jorge R. Gutierrez
- Scritto da: Candie Langdale, Doug Langdale e Jorge R. Gutierrez

Arrivando alla loro prossima destinazione, le Montagne d'Oro, Rico fa scattare accidentalmente una trappola che separa il gruppo da Chiapa, ma questo li porta dai sovrani delle Montagne d'Oro, il Re Barbaro e la Principessa. Tuttavia, i due rivelano che stanno evacuando il regno per evitare il destino imminente della rabbia degli dei. Fortunatamente, la principessa barbara fornisce a Maya informazioni sul potenziale candidato per il Guerriero Puma: Picchu, un barbaro che è stato recentemente visto combattere la nebbia, in lutto per la morte dei suoi genitori per mano di uno spietato guerriero. Picchu, accecato dal dolore, attacca il gruppo, ma si calma dopo aver realizzato la sua rovina, accettando immediatamente di unirsi al gruppo. Una volta che il gruppo se ne va, appare Zatz, che accusa Maya di aver mentito riguardo all'ingresso nella Divina Porta piuttosto che distruggerla. Maya rivela con rabbia il suo inganno a Zatz, facendo perdere fiducia agli altri in lei. Sfortunatamente le cose peggiorano quando gli dei attaccano Teca.

## Capitolo 6: Maya e i tre guerrieri
- Diretto da: Jorge R. Gutierrez
- Scritto da: Candie Langdale, Doug Langdale e Jorge R. Gutiérrez

L'esercito di Lord Mictlan attacca Teca, ma Maya e i suoi amici reagiscono: Maya combatte Osso e Teschio (dee gemelle dei ladri), Rico combatte Chivo (dio della magia nera), Chimi affronta Vucub (dio degli animali della giungla) e Picchu si confronta con Xtabay (dea delle illusioni). Durante battaglia, vengono rivelati punti di forza che non sapevano di avere. Mentre combatte gli dei malvagi, decide di aiutare Chimi sussurrando un uccello con una gigantesca freccia dorata e Maya sconfigge Teschio, facendo ritirare gli dei malvagi.

## Capitolo 7: La divina porta
- Diretto da: Jorge R. Gutierrez
- Scritto da: Candie Langdale, Doug Langdale e Jorge R. Gutiérrez

L'aiuto arriva da una fonte sorprendente quando Maya e i Tre si trovano faccia a faccia con Lord Mictlan. Alla fine, un nobile amico fa un sacrificio altruistico. Maya, Rico, Picchu e Chimi stanno entrando dalla Divina Porta, tuttavia sono i primi esseri umani viventi ad entrare negli inferi.

## Capitolo 8: Il pipistrello e il gufo
- Diretto da: Jorge R. Gutierrez
- Scritto da: Silvia Cardenas Olivas e Jorge R. Gutiérrez

Dopo essere fuggita dal pericolo, una Maya devastata manda i suoi amici ad avvertire i loro regni dell'arrivo di Lord Mictlan. Lady Micte apre il suo cuore a sua figlia, riallacciando il loro rapporto madre-figlia.

## Capitolo 9: Il sole e la luna
- Diretto da: Jorge R. Gutierrez
- Scritto da: Jorge R. Gutierrez

A Teca inizia una fatidica battaglia tra Lord Mictlan e il suo esercito contro Maya e i suoi alleati. Durante la battaglia alcuni dei degli inferi come Cabrakan e sua moglie si presentano per aiutare Maya e il suo esercito dopo che lei li ha aiutati a sistemare il loro matrimonio, Vucub appare e spiega a Chimi e alla regina del Regno della Giungla per combattere a loro fianco. Lord Mitclan finisce per uccidere tutti i suoi dei rubando i loro cuori per ottenere il potere, con loro grande orrore e rabbia. La matrigna di Maya finisce per dare alla luce due gemelli durante la battaglia. Maya affronta faccia a faccia Mictlan, per ucciderlo mirando direttamente al suo cuore. Alla fine, Maya e Zatz vengono trasformati individualmente nel sole e nella luna, permettendo loro di vedere la loro famiglia all'alba e al tramonto.